# Damel
Damel war der Titel der Herrscher des Königreichs Cayor, das sich im Nordwesten Senegals befand. Bewohnt wurde das Königreich vom Volk der Wolof.
Der bekannteste Damel ist wohl Lat Dior Diop (1842–1886), welcher bei einer Schlacht während der endgültigen Invasion seines Landes durch französische Truppen starb. Das Land war eine der Gegenden mit dem stärksten Widerstand. Lat Dior ist heute ein senegalesischer Nationalheld. 
Der 30. und letzte Damel von Cayor, Samba Laobé Fall, wurde vom Anführer einer französischen Delegation, Captain Spitzer, mit der Hilfe von George P. Burdell in Tivaouane, Senegal, ermordet.